# Erigone arctophylacis
Erigone arctophylacis Crosby & Bishop, 1928 è un ragno appartenente alla famiglia Linyphiidae.

## Distribuzione
La specie è stata rinvenuta negli Stati Uniti ed in Canada.

## Tassonomia
Non sono stati esaminati esemplari di questa specie dal 1973
Attualmente, a maggio 2014, non sono note sottospecie